# 板屋町 (名古屋市)
板屋町（いたやちょう）は、愛知県名古屋市東区の地名。

## 歴史
当地は江戸時代においては、御下屋敷の御添地の一部であるところの板屋小路と呼ばれる一角であった。板屋とは板長屋のことである。

### 沿革
- 1878年（明治11年）12月28日 - 従来の板屋小路を改め、名古屋区板屋町として成立[4]。
- 1889年（明治22年）10月1日 - 名古屋市成立に伴い、同市板屋町となる[4]。
- 1908年（明治41年）4月1日 - 東区に編入され、同区板屋町となる[4]。
- 1941年（昭和16年）12月10日 - 一部が水筒先町に編入される[5]。
- 1981年（昭和56年）9月13日 - 全域が葵一丁目および同二丁目に編入され、消滅[4]。

## 人物
- 吉田禄在[6]